# Lista de estádios de futebol da Bahia por capacidade

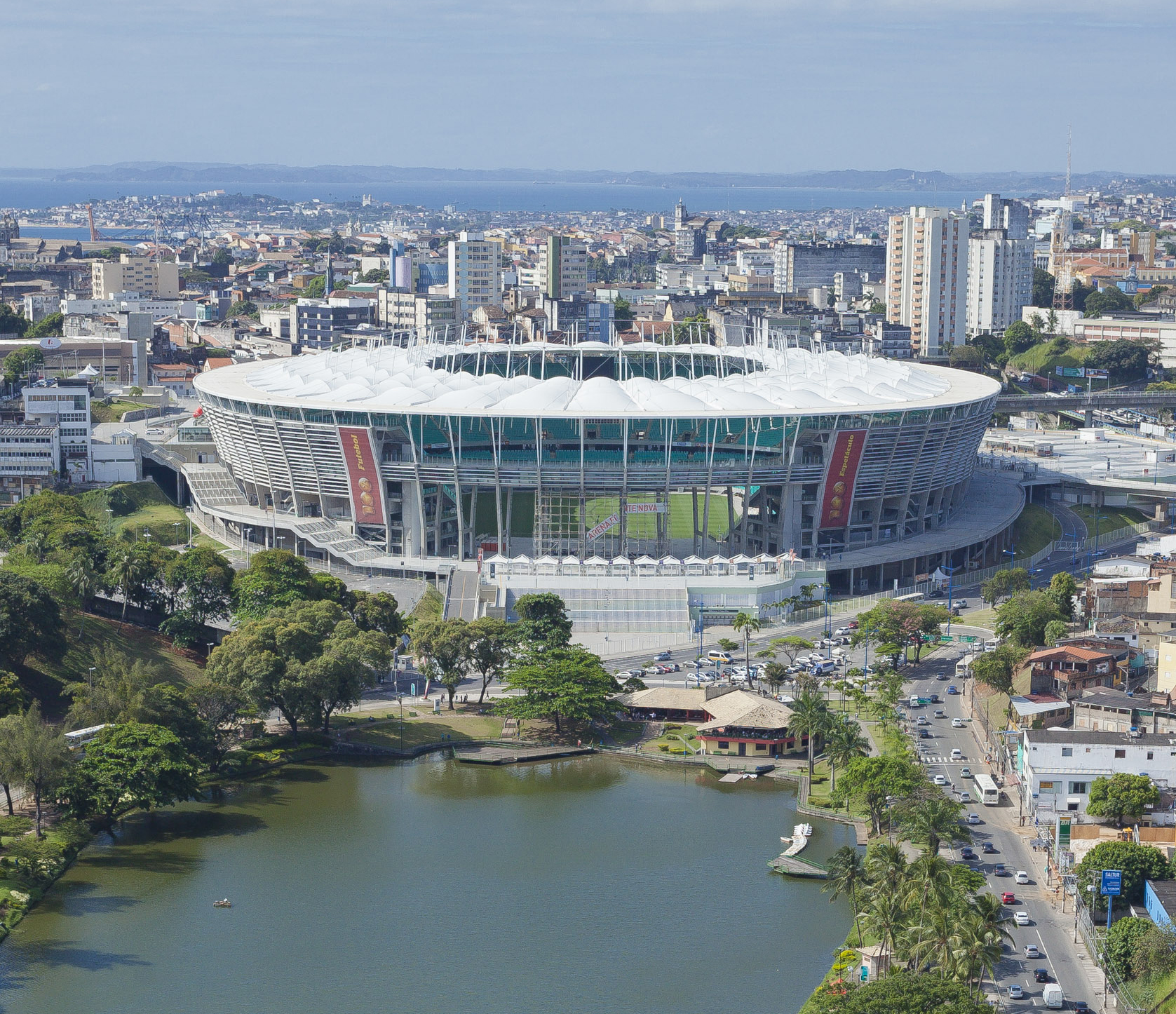
Fonte Nova, o maior estádio da Bahia, em Salvador

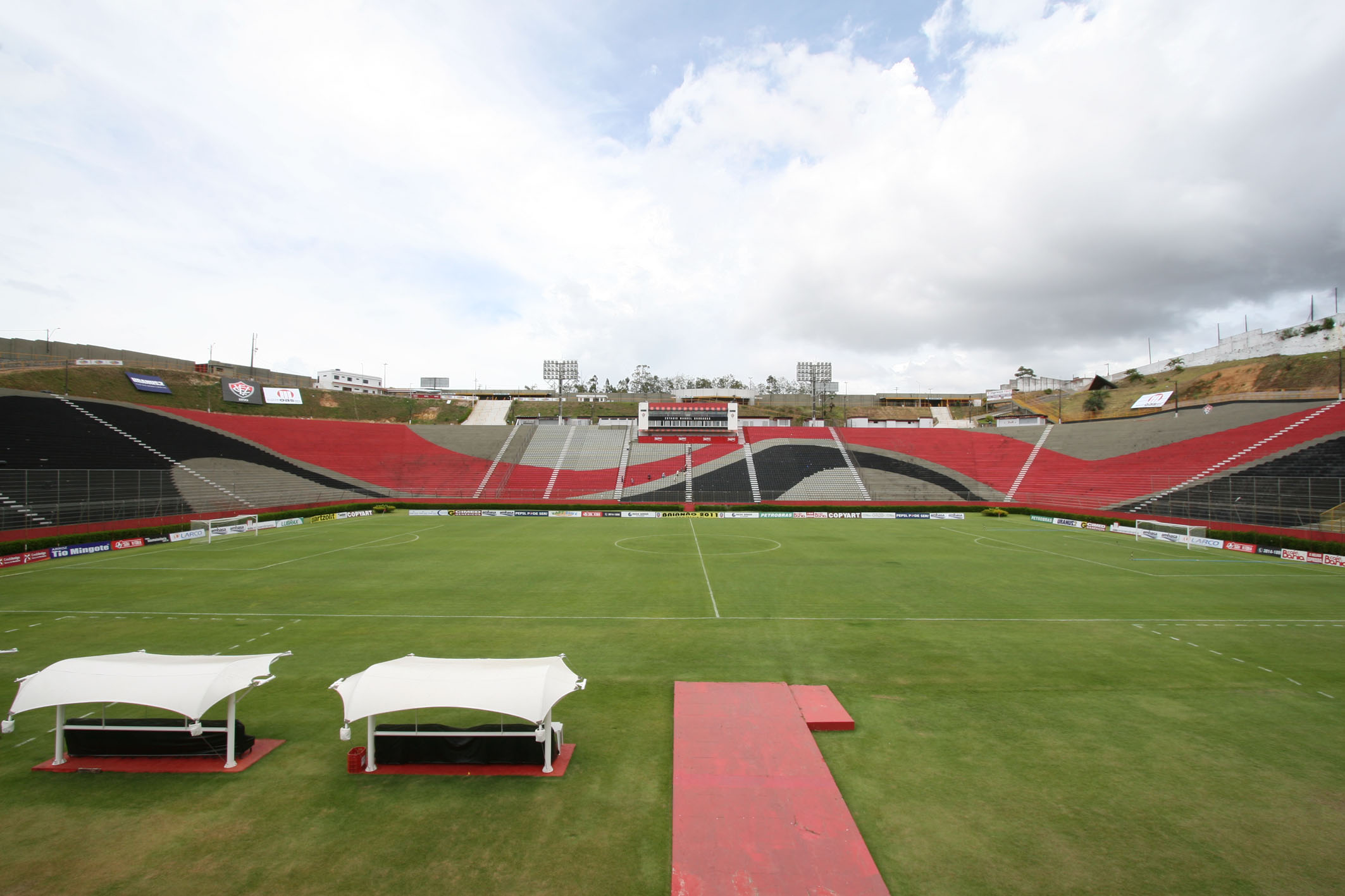
Barradão, o segundo maior estádio da Bahia, em Salvador

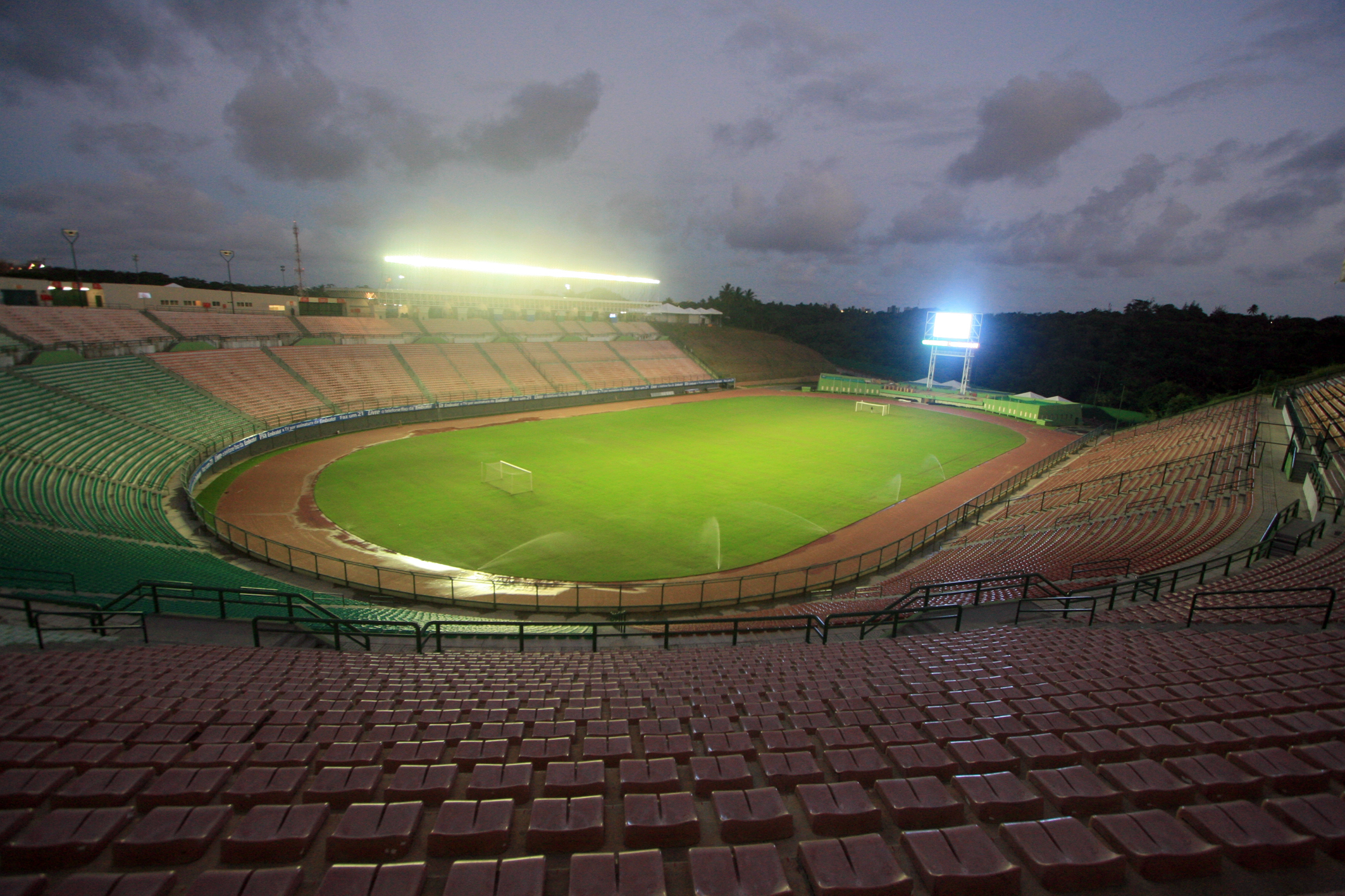
Pituaçu, o terceiro maior estádio da Bahia, em Salvador

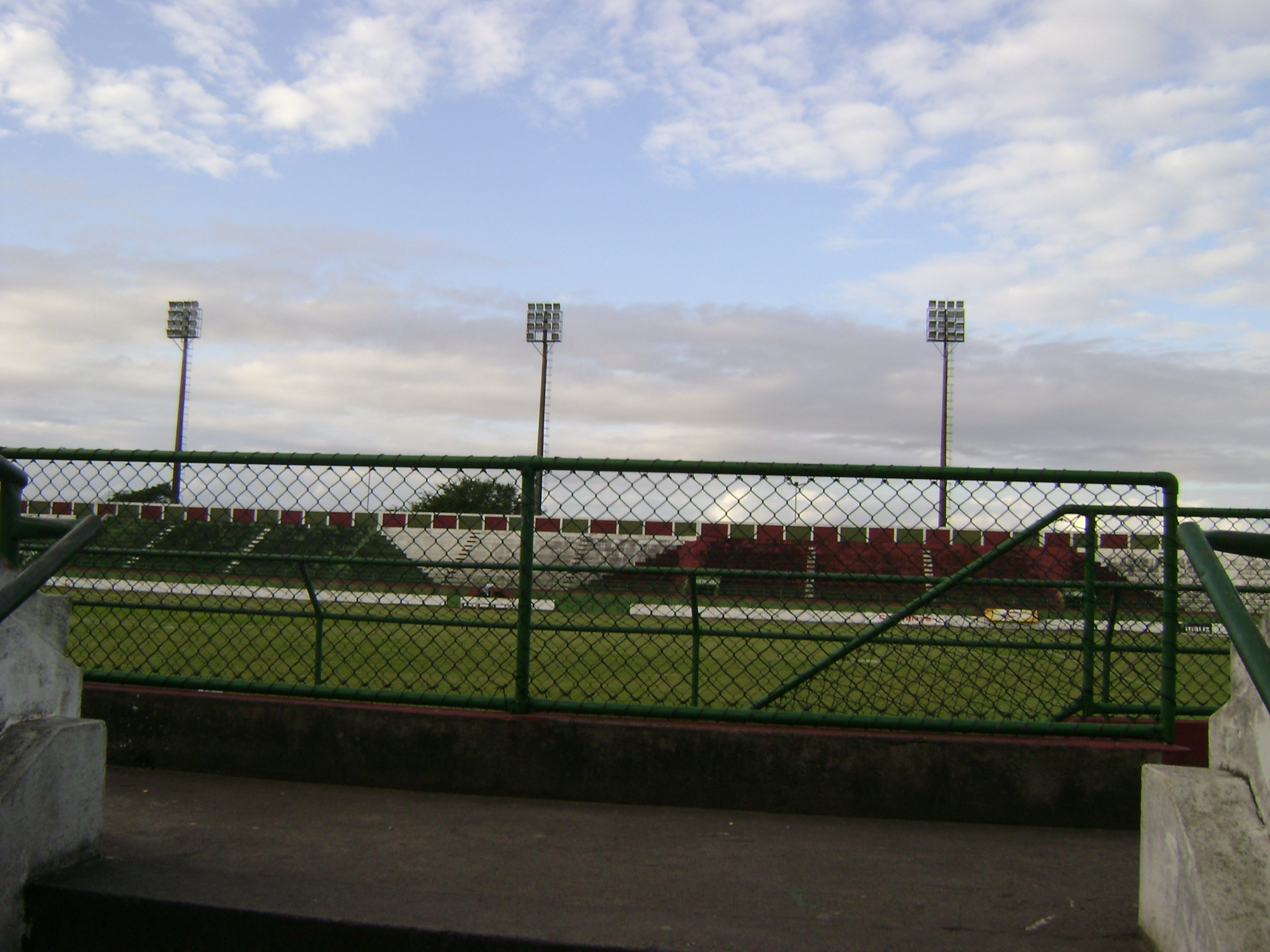
Joia da Princesa, o quarto maior estádio da Bahia, em Feira de Santana

Carneirão, o quinto maior estádio da Bahia, em Alagoinhas

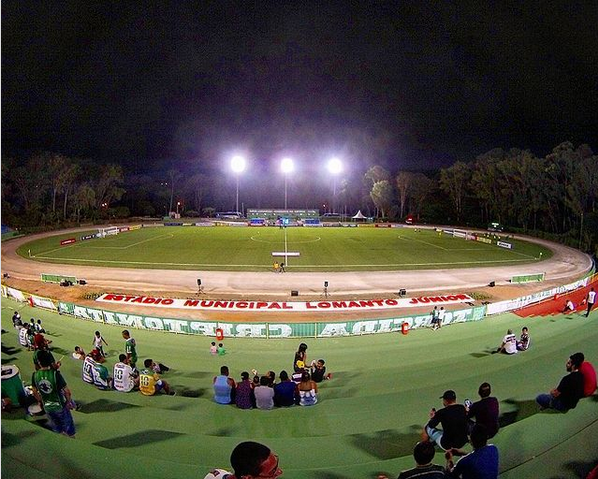
Lomantão, o sexto maior estádio da Bahia, em Vitória da Conquista

Esta é uma lista dos estádios de futebol da Bahia por capacidade.
|    | Nome oficial                      | Nome popular     | Município              | Propriedade | Capacidade | Iluminação |
| -- | --------------------------------- | ---------------- | ---------------------- | ----------- | ---------- | ---------- |
| 1  | Dois de Julho                     | Dois de Julho    | Guanambi               | M           | 2.602      | Sim        |
| 2  | Adauto Moraes                     | Adautão          | Juazeiro               | M           | 5.018      | Sim        |
| 2  | Agnaldo Bento dos Santos          | Arena Porto      | Porto Seguro           | M           | 1.503      | Sim        |
| 4  | Alberto Oliveira                  | Joia da Princesa | Feira de Santana       | M           | 16.274     | Sim        |
| 5  | Antônio Carlos Magalhães          | ACM              | Conceição do Coité     | M           | 4.000      | Não        |
| 6  | Municipal de Itapetinga           | Primavera        | Itapetinga             | M           | 7.000      | Sim        |
| 7  | Antônio Carneiro                  | Carneirão        | Alagoinhas             | M           | 16.000     | Sim        |
| 8  | Antônio Elias Ribeiro             | Ribeirão         | Camacan                | M           | 4.000      | Não        |
| 9  | Antônio Pena                      | Penão            | Catu                   | M           | 8.000      | Sim        |
| 10 | Antônio Pena                      |                  | São Sebastião do Passé | M           | 3.000      | Não        |
| 11 | Antônio Rodrigues Santana         | Tomatão          | Teixeira de Freitas    | M           | 2.493      | Não        |
| 12 | Antônio Sereia                    |                  | Valença                | M           | 3.000      | Sim        |
| 13 | Armando Oliveira                  |                  | Camaçari               | M           | 7.000      | Sim        |
| 14 | Municipal de Cruz das Almas       | Barbosão         | Cruz das Almas         | M           | 8.000      | Não        |
| 15 | Dias D'Ávila                      | Cajadão          | Dias d'Ávila           | M           | 3.000      | Sim        |
| 16 | Da Primavera                      |                  | Itaberaba              | M           | 4.000      | Não        |
| 17 | David Caldeiras                   |                  | Candeias               | M           | 4.000      | Não        |
| 18 | Edgar Santos                      |                  | Simões Filho           | M           | 4.000      | Sim        |
| 19 | Edivaldo Flores                   |                  | Vitória da Conquista   | M           | 1.277      | Sim        |
| 20 | Eliel Martins                     | Valfredão        | Riachão do Jacuípe     | M           | 4.091      | Não        |
| 21 | Ferreira Brito                    | Ferreirão        | Ribeira do Pombal      | M           | 4.000      | Sim        |
| 22 | Geraldo Pereira                   | Geraldão         | Barreiras              | M           | 7.000      | Sim        |
| 23 | Gerino de Souza Filho             |                  | Lauro de Freitas       | M           | 1.200      | Sim        |
| 24 | Heraldo Curvelo                   | Heraldão         | Poções                 | M           | 7.000      | Sim        |
| 25 | Jonathas Enéas do Carmo           |                  | Santo Amaro            | M           | 3.000      | Sim        |
| 26 | José Araújo                       | Araujão          | Eunápolis              | M           | 5.000      | Não        |
| 27 | José Fontoura                     |                  | Itagibá                | M           | 3.000      | Não        |
| 28 | José Rocha                        |                  | Jacobina               | M           | 3.500      | Sim        |
| 29 | José Trindade Lobo                |                  | Santo Antônio de Jesus | M           | 3.000      | Sim        |
| 30 | Joviano Otaviano Dourado          |                  | Irecê                  | M           | 6.000      | Não        |
| 31 | Juarez Barbosa                    | Barbosão         | Itamaraju              | M           | 8.000      | Sim        |
| 32 | Junqueira Ayres                   |                  | São Francisco do Conde | M           | 1.622      | Sim        |
| 33 | Lauro de Freitas                  | Itinga           | Lauro de Freitas       | M           | 3.000      | Sim        |
| 34 | Lomanto Júnior                    | Lomantão         | Vitória da Conquista   | M           | 11.538     | Sim        |
| 35 | Luiz Eduardo Magalhães            |                  | Terra Nova             | M           | 1.300      | Sim        |
| 36 | Luiz Viana Filho                  |                  | Itabuna                | M           | 9.200      | Sim        |
| 37 | Estádio Luiz Viana Filho (Pojuca) |                  | Pojuca                 | M           | 3.500      | Sim        |
| 38 | Luiz Viana Neto                   | Bandarrão        | Santo Estêvão          | M           | 5.000      | Sim        |
| 39 | Madre de Deus                     | Arena Petrolão   | Madre de Deus          | M           | 5.000      | Sim        |
| 40 | Manoel Barradas                   | Barradão         | Salvador               | P           | 30.618     | Sim        |
| 41 | Mariano Santana                   |                  | Serrinha               | M           | 2.034      | Sim        |
| 42 | Mário Pessoa                      |                  | Ilhéus                 | M           | 4.297      | Sim        |
| 43 | Ocival Rodrigues de Souza         | Ocivalzão        | São Desidério          | M           | 3.500      | Sim        |
| 44 | Itaipava Arena Fonte Nova         | Fonte Nova       | Salvador               | E           | 47.907     | Sim        |
| 45 | Ozório Ferraz de Oliveira         | Ozorão           | Itambé                 | M           | 3.000      | Não        |
| 46 | Parque Santiago Compostela        | Parque Santiago  | Salvador               | P           | 2.000      | Não        |
| 47 | Pedro Amorim Duarte               |                  | Senhor do Bonfim       | M           | 4.193      | Sim        |
| 48 | Pedro Caetano                     |                  | Ipiaú                  | M           | 3.000      | Sim        |
| 49 | Roberto Santos                    | Pituaçu          | Salvador               | E           | 32.157     | Sim        |
| 50 | Waldomiro Borges                  | Waldomirão       | Jequié                 | M           | 3.227      | Sim        |

Propriedade

M - Prefeitura municipal 

E - Governo estadual  

P - Propriedade particular